# Convenția europeană asupra recunoașterii și executării hotărârilor privind custodia copiilor și de restabilire a custodiei copiilor
Convenția europeană asupra recunoașterii și executării hotărârilor privind custodia copiilor și de restabilire a custodiei copiilor, adoptată la Luxemburg la 20.05.1980 este un document juridic emis de către Consiliul Europei care are ca scop îmbunătățirea modului în care hotărârile judecătorești emise într-un stat sunt puse în aplicare într-un alt stat membru. Deși traducerea oficială a textului în Monitorul Oficial (anul 2003) s-a făcut cu formularea de "încredințare a copilului" termenul corect este cel de custodie așa cum este tradus pe situl oficial al Comisiei Europene. Termenul de "încredințare a copilului", care este echivalent cu cel de custodie unică, reprezenta singura formă de custodie acceptabilă din punct de vedere legal în România anterior datei de 1 octombrie 2011 dar reprezintă o subcategorie a termenului mai amplu de custodie, care conține atât forma de custodie unică cât și pe cea a custodie comună. Dacă această traducere a termenului "custody of children" prin "încredințarea copilului" era cât de cât valabilă în România la data publicării textului în Monitorul Oficial (anul 2003), fiind singura formă de custodie acceptată legal la acel moment, traducerea nu mai este valabilă după intrarea în vigoare a noului cod civil care permite atât custodia unică cât și custodia comună.

## Titlu complet pentru România[3]
Convenția europeană asupra recunoașterii și executării hotărârilor în materie de încredințare a copiilor și de restabilire a încredințării copiilor, adoptată la Luxembourg la 20.05.1980, la care România a aderat prin Legea nr. 216/2003, publicată în M.Of. nr. 367/29.05.2003 

## Statele semnatare
- Lista actualizată a statelor semnatare[nefuncțională – arhivă]
- Textul convenției în limba engleză[nefuncțională – arhivă]
- Textul convenției în limba italiană Arhivat în 27 iulie 2011, la Wayback Machine.
- Textul convenției în limba franceză Arhivat în 26 iulie 2011, la Wayback Machine.
- Textul convenției în limba germană Arhivat în 26 iulie 2011, la Wayback Machine.

- Textul convenției în limba română, în format html[nefuncțională]
 fără diacritice și în format PDF cu diacritice
- Link scurt www.arpcc.ro/docs/pg/006[nefuncțională]
 în baza de date ARPCC (cod ARPCC006)